# Acoustic Trio
Acoustic Trio – drugi album Tomasza Łosowskiego wydany w roku 2015 nakładem wydawnictwa Soliton. Nagrań dokonano w Nord Audio Project Studio w Pruszczu Gdańskim, a płyta ukazała się w kwietniu 2015 roku.

## Lista utworów
źródło:.
1. „Amhran” – 7:25
2. „Mantra” – 9:31
3. „Mr. Ben” – 6:29
4. „Ny Grey” – 7:25
5. „Double Escape” – 6:12
6. „Our ¾” – 5:17
7. „Almost Close” – 6:58
8. „Once Before Morning Coffee” – 1:21

## Autorzy
źródło:.
- Tomasz Łosowski – perkusja
- Piotr Lemańczyk – kontrabas, gitara basowa
- Szymon Łukowski – saksofon altowy